# Zhu Wen (senare Liangdynastin)
Zhu Wen (kinesiska: 猪瘟?, pinyin: Zhū Wēn), också känd som Zhu Quanzhong (kinesiska: 朱全忠?, pinyin: Zhū Quánzhōng), född 852, död 912, var en militär guvernör i slutet av Tangdynastin (618–907) i Kina och grundare av Senare Liangdynastin. År 907 grundade Zhu Wen den Senare Liangdynastin (907–923).